# Distretto di Matsumae
Il distretto di Matsumae (松前郡?) è uno dei distretti della sottoprefettura di Oshima, Hokkaidō, in Giappone.
Attualmente comprende i comuni di Fukushima e Matsumae.
| Controllo di autorità | VIAF (EN) 256607830 · NDL (EN, JA) 00637183 |